# Astilleros Navales de Viana do Castelo
Los Astilleros Navales de Viana do Castelo (ENVC) fueron unos astilleros portugueses situados en Viana do Castelo, en funcionamiento desde 1944 hasta 2014.
Actualmente, las antiguas instalaciones mantienen la actividad de fabricación naval explotadas por la empresa concesionaria West Sea, Estaleiros Navais Lda.

## Historia
Los Astilleros de Viana do Castelo se fundaron en junio de 1944 en el contexto de modernización de la flota de altura promovida por el gobierno portugués, constituyéndose una sociedad limitada que formaron un grupo de técnicos y obreros especializados procedentes del Puerto de Lisboa.
Inicialmente se construyeron barcos de pesca de altura. Más adelante el abanico de navíos se amplió y abarcó desde transbordadores hasta buques de guerra.
En 1975 la empresa se nacionalizó y en 1991 se convirtió en sociedad anónima, con el Estado como principal accionista. A partir de este nuevo periodo, la empresa navegó entre mares procelosos, durante cuya travesía se firmaron importantes acuerdos de construcción que, sin embargo, no llegaron a buen puerto al no lograr generar el negocio ni la carga de trabajo necesaria
para mantener a flote los astilleros que se hundían lentamente con el lastre de sus deudas.
Los Astilleros Navales de Viana do Castelo se clausuraron oficialmente el 31 de marzo de 2018, aunque en noviembre de 2013 ya se había hecho cargo de las instalaciones el grupo portugués Martifer, a través de la empresa "West Sea", creada ex profeso para asumir la concesión.

## Construcciones
- Barco hospital Gil Eannes
- Ferry Atlántida
- Cruceros fluviales  Algarve Cruiser y Douro Queen
- Ferry Lobo Marinho
- Patrulleros NRP Viana do Castelo y  NRP Figueira da Foz
- Portacontenedores Industrial Diamond
- Navíos Reefer Carmel Ecofrech y Carmel Bio-Top